# Hàm vectơ
Một hàm được định giá trị vectơ, cũng được gọi là hàm vectơ, là một hàm toán học của một hoặc nhiều biến với miền giá trị của nó là một bộ của những vectơ đa chiều hoặc những vectơ chiều vô hạn. Đầu vào của một hàm được định giá vectơ có thể là một vô hướng hoặc một vectơ. Chiều của miền xác định không bị quy định bởi số chiều của miền giá trị.

## Ví dụ

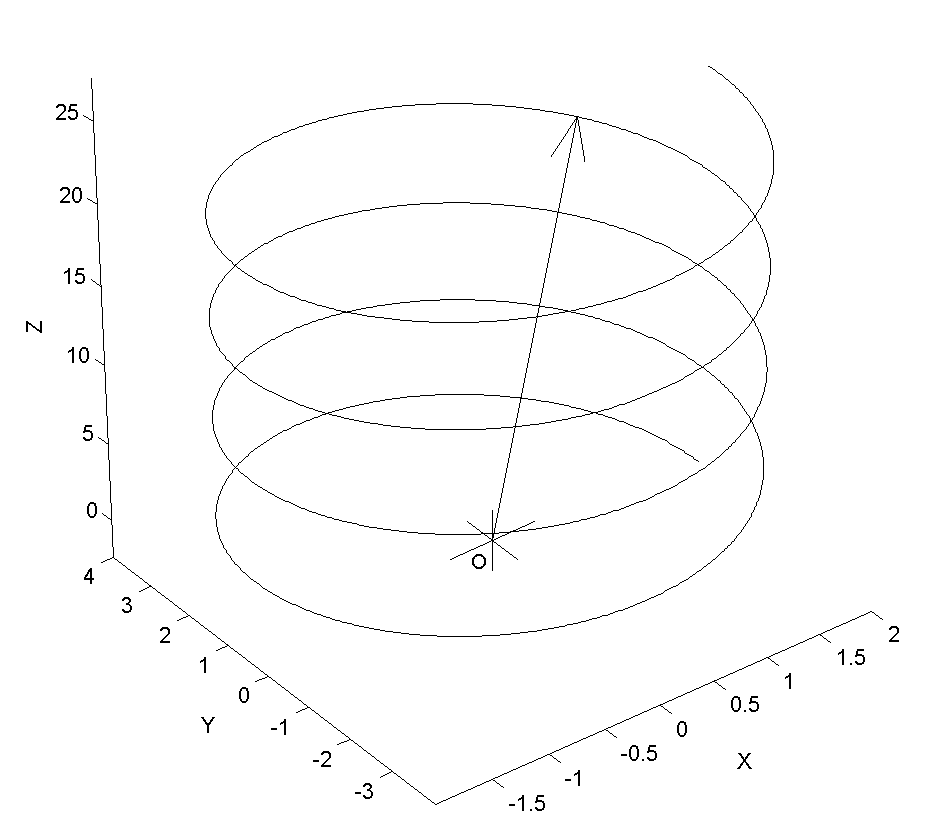
A graph of the vector-valued function r(t) = <2 cos t, 4 sin t, t> indicating a range of solutions and the vector when evaluated near t = 19.5

Một ví dụ phổ biến của một hàm được định giá vectơ là hàm mà phụ thuộc vào một tham số thực t, thường biểu diễn thời gian, sinh ra một vectơ v(t) như một kết quả. Dưới dạng vectơ đơn vị chuẩn i, j, k của hệ trục tọa độ không gian 3 chiều Đề các, những loại cụ thể của hàm được định giá vectơ được cho bởi sự biểu diễn như: 
- {\displaystyle \mathbf {r} (t)=f(t)\mathbf {i} +g(t)\mathbf {j} } hoặc
- {\displaystyle \mathbf {r} (t)=f(t)\mathbf {i} +g(t)\mathbf {j} +h(t)\mathbf {k} }

với f(t), g(t) và h(t) là những hàm tọa độ của tham số t. Vecto r(t) có đuôi nằm tại gốc tọa độ và đầu tại điểm có tọa độ được tính bởi hàm.
Vecto được chỉ ra trên đồ thị bên phải là định giá của hàm gần t = 19,5 (giữa 6π và 6,5π, nghĩa là, nhiều hơn 3 vòng một chút). Đường xoắn ốc là đường được vẽ bởi đầu của vectơ với t tăng từ 0 tới 8π.
Hàm vectơ cũng có thể được ám chỉ trong cách biểu thị khác:
- {\displaystyle \mathbf {r} (t)=\langle f(t),g(t)\rangle } hoặc
- {\displaystyle \mathbf {r} (t)=\langle f(t),g(t),h(t)\rangle }

## Tính chất
Miền xác định của một hàm được định giá vectơ là giao của miền của những hàm f, g và h.

## Đạo hàm của một hàm vectơ 3 chiều
Nhiều hàm được định giá vectơ, giống như hàm được định giá vô hướng, có thể được lấy vi phân bằng cách đơn giản là lấy vi phân những thành phần của hệ trục tọa độ Đề các. Vì vậy, nếu:
{\displaystyle \mathbf {r} (t)=f(t)\mathbf {i} +g(t)\mathbf {j} +h(t)\mathbf {k} }
là một hàm được định giá vectơ thì
{\displaystyle {\frac {d\mathbf {r} (t)}{dt}}=f'(t)\mathbf {i} +g'(t)\mathbf {j} +h'(t)\mathbf {k} .}
Đạo hàm vectơ thừa nhận sự hiểu biết vật lý sau đây:
nếu r(t) biểu thị vị trí của một hạt, thì đạo hàm là vận tốc của hạt:
{\displaystyle \mathbf {v} (t)={\frac {d\mathbf {r} (t)}{dt}}.}
Cũng như vậy, đạo hàm của vận tốc là gia tốc
{\displaystyle {\frac {d\mathbf {v} (t)}{dt}}=\mathbf {a} (t).}

### Đạo hàm riêng phần
Các đạo hàm riêng phần của một vectơ a đối với một biến vô hướng q được định nghĩa là
{\displaystyle {\frac {\partial \mathbf {a} }{\partial q}}=\sum _{i=1}^{n}{\frac {\partial a_{i}}{\partial q}}\mathbf {e} _{i}}
với ai là thành phần vô hướng của a trong các hướng của ei. Nó cũng được gọi là các cosine chỉ hướng của a và ei hay của tích vô hướng. Các vectơ e1,e,2,e3 tạo thành  một cơ sở trực giao cố định trong hệ quy chiếu trong đó đạo hàm được lấy.

### Đạo hàm thường
Nếu a được coi như là một hàm vectơ của một biến vô hướng, như thời gian t, thì phương trình trên giảm thành đạo hàm thời gian thường bậc 1 của a đối với t,
{\displaystyle {\frac {d\mathbf {a} }{dt}}=\sum _{i=1}^{3}{\frac {da_{i}}{dt}}\mathbf {e} _{i}.}

### Đạo hàm toàn phần
Nếu vectơ a là, một hàm của một số n của những biến vô hướng q,r (r = 1,...,n), và mỗi qr chỉ là một hàm của thời gian t, thì đạo hàm thường của a đối với t có thể được thể hiện trong một dạng được gọi là đạo hàm toàn phần, như
{\displaystyle {\frac {d\mathbf {a} }{dt}}=\sum _{r=1}^{n}{\frac {\partial \mathbf {a} }{\partial q_{r}}}{\frac {dq_{r}}{dt}}+{\frac {\partial \mathbf {a} }{\partial t}}.}
Một số các tác giả thích sử dụng chữ in hoa D để cho biết toán tử đạo hàm toàn phần, như trong D/Dt. Đạo hàm toàn phần khác với đạo hàm riêng phần thời gian trong đó đạo hàm toàn phần chịu trách nhiệm cho những thay đổi của a do thời gian sai của biến qr.